# Parakaempferia
Genre
Classification APG III (2009)
Parakaempferia est un genre monospécifique pour le moment de plantes à fleurs de la famille des Zingiberaceae originaire de l'Assam en Inde.

## Liste d'espèces
Selon World Checklist of Selected Plant Families (WCSP) (20 juil. 2010) :
- Parakaempferia synantha A.S.Rao & D.M.Verma (1968 publ. 1971)